# Allison Holker
Allison Renae Holker Boss (Anokota, Minnesota, 6 de febrero de 1988) es una bailarina y coreógrafa estadounidense. Es más conocida por sus apariciones en el concurso de baile televisivo So You Think You Can Dance, en donde fue participante en la segunda temporada y una estrella invitada en las temporadas 7-11 y 14. Además, ha participado como una de las bailarinas profesionales de Dancing with the Stars.

## Primeros años
Holker nació en Minnesota y creció en Orem, Utah, se graduó de la Escuela Secundaria Timpanogos en junio de 2006. Mientras que ella comenzó a especializarse en contemporáneo, tap, ballet y jazz, actuó en las ceremonias de apertura y clausura de los Juegos Olímpicos de Invierno de 2002. Desde entonces ha ganado numerosos títulos de baile, incluyendo su primera competencia nacional en Co DANCE en 2004 y como National Senior Outstanding Dancer en la New York City Dance Alliance en 2005.

## Carrera

### Carrera temprana
Holker se presentó con Earth, Wind and Fire en las ceremonias de apertura y cierre en los Juegos Olímpicos de 2002, y en las películas de Disney, High School Musical y High School Musical 2. En televisión, ha sido vista en varios comerciales y ha avanzado al Top 8 en la segunda temporada de So You Think You Can Dance, además ha bailado en la gira nacional de la temporada de SYTYCD. Ella se presentó con un espectáculo llamado Ballroom with a Twist, coreografiado por Louis Van Amstel, y apareció con Clay Aiken de American Idol en su especial de PBS, Tried and True. Holker fue presentada en el vídeo musical «Jar of Hearts» de Christina Perri. En septiembre y octubre de 2011, Holker fue una de los bailarines de respaldo de Demi Lovato. Holker ha enseñado en diferentes convenciones de danza y talleres en todo el país, también se ramifica en la coreografía. Holker fue un bailarina de respaldo en The X Factor trabajando junto con Brian Friedman.. El 30 de abril de 2013, realizó una rutina de baile en Dancing with the Stars con Stephen "tWitch" Boss. Bailaron la canción «Crystallize», que estaba siendo interpretada en directo por Lindsey Stirling.

### Dancing with the Stars
En agosto de 2014, Holker fue anunciada como bailarina profesional de la temporada 19 de Dancing with the Stars. El anuncio de Holker, una bailarina contemporánea, como miembro del reparto se encontró en controversia debido a su limitada experiencia con el baile y la enseñanza en los bailes de salón. Ella fue emparejada con el actor de Mean Girls, Jonathan Bennett, siendo eliminados en la sexta semana y terminando en el noveno puesto.
En 2015, fue emparejada con el cantante de R5 y actor, Riker Lynch, para la temporada 20 del programa, logrando llegar a la final y ubicándose en el segundo puesto detrás de los ganadores Rumer Willis y Valentin Chmerkovskiy. Para la temporada 21 tuvo como pareja al cantante Andy Grammer, siendo eliminados en la octava semana de la competencia y quedando en el séptimo puesto.
En 2016, ella no participó en la temporada 22 debido a su embarazo. Regresó para la temporada 23 donde fue emparejada con el cantautor de R&B, Kenneth "Babyface" Edmonds; la pareja fue eliminada en una doble eliminación en la cuarta semana y terminaron en el undécimo puesto. Está fue la última temporada de Holker en el programa.
| Temporada                                        | Pareja           | Puesto | Promedio |
| ------------------------------------------------ | ---------------- | ------ | -------- |
| 19                                               | Jonathan Bennett | 9.º    | 21.50*   |
| 20                                               | Riker Lynch      | 2.º    | 28.00*   |
| 21                                               | Andy Grammer     | 7.º    | 24.50    |
| 23                                               | Babyface         | 11.º   | 19.69*   |
| * Promedios ajustados a una escala de 30 puntos. |                  |        |          |

- Temporada 19 con Jonathan Bennett

| Semana | Baile / Canción                | Puntajes de los jueces | Puntajes de los jueces | Puntajes de los jueces | Puntajes de los jueces | Resultado        |
| Semana | Baile / Canción                | C. I.                  | L. G.                  | J. H.                  | B. T.                  | Resultado        |
| --- | ------------------------------ | ---------------------- | ---------------------- | ---------------------- | ---------------------- | ---------------- |
| 1 | Jive / «Dance with Me Tonight» | 8                      | 7                      | 7                      | 8                      | Salvados         |
| 2 | Chachachá / «Sing»             | 7                      | 7                      | 8                      | 8                      | Salvados         |
| 3 | Tango / «Back to Black»        | 8                      | 81                     | 8                      | 8                      | Últimos salvados |
| 4 | Samba / «Milkshake»            | 6                      | 62                     | 6                      | 6                      | Salvados         |
| 53 | Jitterbug / «Rock This Town»   | 6                      | 64                     | 6                      | 6                      | Sin eliminación  |
| 6 | Jazz / «Back in Time»          | 8                      | 85                     | 8                      | 8                      | Eliminados       |
| 1Puntaje dado por el juez invitado Kevin Hart en lugar de Goodman. 2Puntaje dado por el público en lugar de Goodman. 3Por los «cambios de pareja», Bennett bailó con Peta Murgatroyd y Holker con Antonio Sabato, Jr.. 4Puntaje dado por la juez invitada Jessie J en lugar de Goodman. 5Puntaje dado por el juez invitado Pitbull en lugar de Goodman. |                                |                        |                        |                        |                        |                  |

- Temporada 20 con Riker Lynch

| Semana        | Baile / Canción                                                  | Puntajes de los jueces | Puntajes de los jueces | Puntajes de los jueces | Puntajes de los jueces | Resultado        |
| Semana        | Baile / Canción                                                  | C. I.                  | L. G.                  | J. H.                  | B. T.                  | Resultado        |
| ------------- | ---------------------------------------------------------------- | ---------------------- | ---------------------- | ---------------------- | ---------------------- | ---------------- |
| 1             | Jive / «What I Like About You»                                   | 8                      | 7                      | 8                      | 8                      | Salvados         |
| 2             | Foxtrot / «Sugar»                                                | 8                      | 8                      | 8                      | 8                      | Salvados         |
| 3             | Salsa / «Limbo»                                                  | 9                      | 7                      | 9                      | 9                      | Salvados         |
| 4             | Tango / «Shut Up and Dance»                                      | 8                      | 8                      | 9                      | 9                      | Últimos salvados |
| 5             | Pasodoble / «He's a Pirate»                                      | 10                     | 9                      | 9                      | 10                     | Salvados         |
| 6             | Samba / «Want to Want Me»                                        | 10                     | 8                      | 9                      | 10                     | Salvados         |
| 6             | Freestyle en equipo / «Trouble»                                  | 10                     | 9                      | 10                     | 10                     | Salvados         |
| 7             | Quickstep / «Wiggle»                                             | 9                      | 10                     | 9                      | 9                      | Salvados         |
| 7             | Duelo de Salsa / «Temperature»                                   | Sin puntos extras      | Sin puntos extras      | Sin puntos extras      | Sin puntos extras      | Salvados         |
| 8             | Vals vienés / «What Now»                                         | 10                     | 9                      | 10                     | 10                     | Últimos salvados |
| 8             | Jazz en trío / «A Little Party Never Killed Nobody (All We Got)» | 10                     | 9                      | 10                     | 10                     | Últimos salvados |
| 9 (Semifinal) | Contemporáneo / «Work Song»                                      | 10                     | 10                     | 10                     | 10                     | Salvados         |
| 9 (Semifinal) | Tango argentino / «Für Elise»                                    | 10                     | 10                     | —                      | 10                     | Salvados         |
| 10 (Final)    | Pasodoble / «He's a Pirate»                                      | 10                     | 10                     | 10                     | 10                     | Segundo puesto   |
| 10 (Final)    | Freestyle / «I Won't Dance (Step Up 3D Remix)»                   | 10                     | 10                     | 10                     | 10                     | Segundo puesto   |
| 10 (Final)    | Salsa & Quickstep fusión / «Classic»                             | 10                     | 10                     | 10                     | 10                     | Segundo puesto   |

- Temporada 21 con Andy Grammer

| Semana | Baile / Canción                              | Puntajes de los jueces | Puntajes de los jueces | Puntajes de los jueces | Resultado        |
| Semana | Baile / Canción                              | C. I.                  | J. H.                  | B. T.                  | Resultado        |
| --- | -------------------------------------------- | ---------------------- | ---------------------- | ---------------------- | ---------------- |
| 1 | Foxtrot / «Marvin Gaye»                      | 7                      | 7                      | 7                      | Sin eliminación  |
| 2 | Jive / «Only the Good Die Young»             | 7                      | 7                      | 7                      | Salvados         |
| 2 | Contemporáneo / «Heaven Is a Place on Earth» | 8                      | 8                      | 7                      | Salvados         |
| 3 | Quickstep / «Bandstand Boogie»               | 7                      | 7/81                   | 7                      | Últimos salvados |
| 4 | Chachachá / «Good to Be Alive (Hallelujah)»  | 7                      | 8                      | 8                      | Salvados         |
| 52 | Tango argentino / «Can't Feel My Face»       | 9                      | 9/93                   | 9                      | Sin eliminación  |
| 6 | Jazz / «Good Morning»                        | 10                     | 10/104                 | 10                     | Salvados         |
| 7 | Pasodoble / «The Beautiful People»           | 9                      | 9                      | 8                      | Salvados         |
| 7 | Freestyle en equipo / «This is Halloween»    | 10                     | 10                     | 10                     | Salvados         |
| 8 | Vals vienés / «Isn't She Lovely»             | 8                      | 7                      | 7                      | Eliminados       |
| 8 | Duelo de Samba / «Lean On»                   | 2 puntos extras        | 2 puntos extras        | 2 puntos extras        | Eliminados       |
| 1Puntaje dado por el juez invitado Alfonso Ribeiro. 2Por los «cambios de pareja», Grammer bailó con Sharna Burgess y Holker con Hayes Grier. 3Puntaje dado por el juez invitado Maksim Chmerkovskiy 4Puntaje dado por la juez invitada Olivia Newton-John. |                                              |                        |                        |                        |                  |

- Temporada 23 con Kenny "Babyface" Edmonds

| Semana | Baile / Canción                 | Puntajes de los jueces | Puntajes de los jueces | Puntajes de los jueces | Puntajes de los jueces | Resultado       |
| Semana | Baile / Canción                 | C. I.                  | L. G.                  | J. H.                  | B. T.                  | Resultado       |
| ------ | ------------------------------- | ---------------------- | ---------------------- | ---------------------- | ---------------------- | --------------- |
| 1      | Foxtrot / «'Deed I Do»          | 7                      | 6                      | 6                      | 7                      | Sin eliminación |
| 2      | Tango argentino / «The X-Files» | 8                      | 7                      | 7                      | 8                      | Salvados        |
| 3      | Jive / «Great Gosh A'Mighty»    | 7                      | 6                      | 6                      | 6                      | Salvados        |
| 4      | Tango / «Come Together»         | 6                      | —                      | 6                      | 6                      | Eliminados      |

## Vida personal
El 26 de mayo de 2008, Holker tuvo una hija, Weslie Renae, con un exprometido. Weslie fue adoptada más tarde por tWitch después de que él y Holker se casaran.
El 2013, Holker y su compañero de So You Think You Can Dance, Stephen Boss, se casaron en Villa San-Juliette Winery en El Paso de Robles, California, propiedad del productor y juez de So You Think You Can Dance, Nigel Lythgoe.
El 27 de marzo de 2016, tuvieron un hijo, Maddox Laurel. La pareja anunció que esperaban su segundo hijo en mayo de 2019. Dio ese mismo año a luz a su hija, Zaia.
Stephen falleció el 13 de diciembre de 2022 en un aparente suicidio.

## Premios
- 2004, National Senior Performer of the Year por Company Dance
- 2005, National Senior Outstanding Dancing por New York City Dance Alliance
- 2007, National Senior Dancer of the Year
- 2013, Nominación al Premio Primetime Emmy por Mejor Coreografía[20]